# Tuscaloosa (Alabama)
Tuscaloosa város az USA Alabama államának Tuscaloosa megyéjében, melynek megyeszékhelye is. Lakosainak száma 99 600 fő (2020. április 1.).

## Népesség
A település népességének változása:
| Lakosok száma | 1949 | 90 468 | 99 600 |
|               | 1840 | 2010   | 2020   |